# ウェイク・ワン
ウェイク・ワン（王苇柯、Weike Wang、1989年 - ）は、中国系アメリカ人著作家である。

## 経歴
中国、南京生まれ。5歳のときに両親とともにオーストラリアへ移住。カナダを経由して、11歳でアメリカに渡る。
ハーバード大学で化学と英文学を専攻、公衆衛生学の博士号を取得。ボストン大学の美術学修士号を取得するために書いた小説が『ケミストリー』である。
2017年に刊行されるとたちまち注目を浴び、全米図書協会の「35歳未満の注目作家5人」に選ばれ、2018年にはホワイティング賞、PEN／ヘミングウェイ賞を受賞。短篇「OMAKASE」は2019年度O・ヘンリー賞を受賞した。

## 邦訳作品
- 『ケミストリー』小竹由美子 訳、新潮社、新潮クレスト・ブックス、2019/9/26

## 作品

### 長編
- Chemistry. New York: Alfred A. Knopf. (2017). ISBN 9781524731755
- Joan Is Okay. Random House. (2022). ISBN 9780525654834

### 短編集
- “Omakase”. The New Yorker. (June 18, 2018).
- “Hair”. Boulevard. (October 28, 2018).
- “The Trip”. The New Yorker 95 (36):  62–67. (November 18, 2019).
- “The Poster”. Gulf Coast. (Spring 2020).
- “Flight Home”. The New Yorker. (April 6, 2020).